# Велика жупа Вука
Велика жупа Вука (хорв. Velika župa Vuka) — адміністративно-територіальна одиниця Незалежної Держави Хорватії (НДХ), що існувала з 26 червня 1941 до 1945 року на території сучасних Хорватії (зокрема, сточища річки Вука) та Сербії (здебільшого Воєводини). Адміністративним центром був Вуковар. Складалася зі шістьох міст, 10 районів і 156 муніципалітетів. Територіально відповідала Сремській жупанії Королівства Хорватія і Славонія. Була найбільшою та економічно найрозвиненішою великою жупою НДХ. Вважалася житницею держави. Водночас, була найбільш строкатою за національним складом населення. Її чи не найчисельнішою меншиною були німці. Із приблизно 200 000 хорватських німців близько 80 000 фольксдойчів проживало у великій жупі Вука.

## Керівник
Цивільною адміністрацією у великій жупі керував великий жупан. На цю посаду поглавник (вождь) Анте Павелич поставив хорватського німця Якоба Елікера (хорв. Jakob Eliker, нім. Jakob Elicker). День оголошення його призначення став датою заснування великої жупи. Її межі приблизно збігалися з межами Сремської жупанії часів Австро-Угорщини (без Жупанського району).
У своєму звіті генералу Едмундові Гляйзе фон Горстенау про призов у частинах Славонії 24 серпня 1943 Елікер написав, що на загальну мобілізацію хорватів віком до 35 років більшість просто не відгукнулася, а замість того багато з них приєдналося до партизанів. За його словами, хорвати більше не вірили у німецьку (а отже, і усташівську) перемогу і, відповідно, не хотіли воювати. Далі Елікер зазначав, що хорватські партизани вважали німців за найлютіших ворогів і що в сільській місцевості його жупи не знайти прибічників усташів.

## Поділ
Велика жупа поділялася на райони, які називалися «котари» або «котарські області» (хорв. kotarske oblasti) і збігалися в назві з їхніми адміністративними центрами:
- Вінковці
- Вуковар
- Жупаня (з 5 липня 1944)
- Земун
- Ілок
- Іриг
- Рума
- Стара Пазова
- Хорватська Митровиця
- Хорватські Карловці
- Шид

Крім того, в окремі адміністративні одиниці було виділено міста Вінковці, Вуковар, Земун, Петроварадин (нині у складі Нового Саду), Рума, Хорватська Митровиця і Хорватські Карловці.
З реорганізацією великих жуп у НДХ на підставі Постанови про великі жупи від 5 липня 1944 котарська область Жупаня перейшла від великої жупи Посав'є до великої жупи Вука.
З воєнних причин 14 жовтня 1944 року у великій жупі було оголошено надзвичайний стан, тому цивільну владу замінила військова. Питання цивільного управління перейшли до керівника цивільної адміністрації при військовому командувачі того району.

## Населення
Згідно з переписом 1931 року, національний склад великої жупи Вука був таким:
| Котар              | Хорвати           | Серби             | Німці            | Угорці          | Словаки         | Русини та українці | Загалом |
| ------------------ | ----------------- | ----------------- | ---------------- | --------------- | --------------- | ------------------ | ------- |
| Вуковар            | 12.200 (26,46 %)  | 19.300 (41,87 %)  | 7.500 (16,27 %)  | 5.000 (10,85 %) | 100 (0,22 %)    | 2.000 (4,34 %)     | 46.100  |
| Вінковці           | 28.900 (62,02 %)  | 6.000 (12,88 %)   | 9.100 (19,53 %)  | 2.300 (4,94 %)  | 200 (0,43 %)    | 100 (0,21 %)       | 46.600  |
| Жупаня             | 28.800 (87,01 %)  | 1.000 (3,02 %)    | 1.900 (5,74 %)   | 700 (2,11 %)    | 400 (1,21 %)    | 300 (0,91 %)       | 33.100  |
| Шид                | 12.000 (35,19 %)  | 15.200 (44,57 %)  | 3.100 (9,09 %)   | 300 (0,88 %)    | 900 (2,64 %)    | 2.600 (7,62 %)     | 34.100  |
| Ілок               | 6.700 (22,95 %)   | 13.000 (44,52 %)  | 3.100 (10,62 %)  | 2.300 (7,88 %)  | 4.100 (14,04 %) | -                  | 29.200  |
| Іриг               | 3.100 (11,79 %)   | 19.300 (73,38 %)  | 800 (3,04 %)     | 3.000 (11,41 %) | 100 (0,38 %)    | -                  | 26.300  |
| Сремська Митровиця | 6.500 (14,01 %)   | 33.900 (73,06 %)  | 3.600 (7,76 %)   | 1.700 (3,66 %)  | 400 (0,86 %)    | 300 (0,65 %)       | 46.400  |
| Рума               | 2.700 (4,95 %)    | 32.200 (59,08 %)  | 15.900 (29,17 %) | 3.700 (6,79 %)  | -               | -                  | 54.500  |
| Стара Пазова       | 11.400 (18,39 %)  | 31.200 (50,32 %)  | 11.400 (18,39 %) | 1.200 (1,94 %)  | 6.800 (10,97 %) | -                  | 62.000  |
| Земун              | 900 (2,59 %)      | 27.600 (79,31 %)  | 3.900 (11,21 %)  | 300 (0,86 %)    | 2.100 (6,03 %)  | -                  | 34.800  |
| Земун (місто)      | 4.700 (18,01 %)   | 12.000 (45,98 %)  | 8.400 (32,18 %)  | 800 (3,07 %)    | 200 (0,77 %)    | -                  | 26.100  |
| Загалом            | 117.900 (26,84 %) | 210.700 (47,97 %) | 68.700 (15,64 %) | 21.300 (4,85 %) | 15.300 (3,48 %) | 5.300 (1,21 %)     | 439.200 |